# Zahrádka (Maršovice)
Zahrádka je malá vesnice, část městyse Maršovice v okrese Benešov. Nachází se asi 3 km na severovýchod od Maršovic. V roce 2009 zde bylo evidováno 30 adres. Při východním okraji osady protéká Janovický potok, který je levostranným přítokem řeky Sázavy.
Zahrádka leží v katastrálním území Zahrádka u Benešova o rozloze 8,22 km². V katastrálním území Zahrádka u Benešova leží i Bezejovice, Dlouhá Lhota, Libeč, Zaječí a Zálesí 2.díl.

## Historie
První písemná zmínka o vesnici pochází z roku 1382.
Za druhé světové války se ves stala součástí vojenského cvičiště Zbraní SS Benešov a její obyvatelé se museli 31. prosince 1943 vystěhovat.